# وست‌ورلد (مجموعه تلویزیونی)
دنیای غرب یا وست‌ورلد (به انگلیسی: Westworld) مجموعهٔ تلویزیونی آمریکایی در سبک علمی–تخیلی وسترن است که توسط جاناتان نولان و لیزا جوی برای شبکهٔ اچ‌بی‌او ساخته شده است. این مجموعه براساس فیلمی با همین نام محصول ۱۹۷۳ است که نوشته و ساختهٔ مایکل کرایتون، رمان‌نویس آمریکایی است. نولان علاوه بر همراهی جی. جی. آبرامز، برایان بورک، جری وینتراب و لیزا جوی به عنوان مدیر تولید، کارگردان قسمت آزمایشی این کار هم بود. فصل نخست این مجموعهٔ تلویزیونی دارای ۱۰ قسمت است که نخستین قسمت آن در ۲ اکتبر ۲۰۱۶ میلادی پخش شد. در نوامبر ۲۰۱۶، شبکهٔ اچ‌بی‌او قرارداد ساخت فصل دوم این مجموعهٔ تلویزیونی را تمدید کرد. نخستین قسمت این فصل در ۲۲ آوریل ۲۰۱۸ منتشر شد. دو فصل این سریال با استقبال زیاد هواداران در سراسر دنیا مواجه شد. فصل سوم از تاریخ ۱۵ مارس ۲۰۲۰ و فصل چهارم از تاریخ ۲۸ ژوئن ۲۰۲۲ بر روی آنتن رفت.
داستان این مجموعهٔ تلویزیونی در یک شهر بازی وسترن خیالی در غرب آمریکا اتفاق می‌افتد که ساکنان آن را انسان‌های مصنوعی که «میزبان» نام دارند، تشکیل می‌دهند. از سوی دیگر، گروهی از انسان‌های واقعی که «تازه‌واردان» یا «مهمانان» نام دارند، با پرداخت مبالغی زیاد می‌توانند وارد محوطهٔ پارک وست‌ورلد شوند و هرکاری که مایل باشند را انجام دهند و قادر خواهند بود تا با میزبانان هرطور که می‌خواهند رفتار کنند، بدون آنکه ترسی از تلافی توسط میزبانان داشته‌باشند. برای هر میزبان، یک خط داستانی توسط عوامل پارک تعیین می‌شود که شامل گفتار و رفتارهای آن‌هاست.
در حالی که نولان مشغول برنامه‌ریزی برای فصل پنجم و پایانی سریال بود، شبکه اچ‌اب‌او در نوامبر ۲۰۲۲ اعلام کرد که تولید این مجموعه متوقف شده و ادامه آن دیگر ساخته نخواهد شد. سریال وست‌ورلد در ۱۸ دسامبر ۲۰۲۲ از روی اچ‌بی‌او مکس برداشته شد.

## داستان
مجموعه تلویزیونی وست ورلد در طول ۲ فصل اول خود حدود ۱۰ خط زمانی مختلف را به شکل کاملاً پیچیده و نامرتب به تصویر می‌کشد. پس لزوماً شرح داستان به ترتیب پخش قسمت‌ها نیست.
۲۰۱۵: در این بخش از سریال آرنولد (جفری رایت)، دلورس (ایوان ریچل وود) را وارد دنیای واقعی می‌کند و به نظر می‌رسد آنها در توکیو قرار دارند. آرنولد، خانه خود را به دلورس نشان می‌دهد و از شباهت‌های او به پسرش چارلی صحبت می‌کند؛ در حالی که مشخص نیست چارلی هنوز به بیماری مبتلا شده است یا خیر.
آرنولد و رابرت فورد (آنتونی هاپکینز) که خالقان جهان وست ورلد هستند مهمانی‌ای را ترتیب دادند که به واسطه آن سرمایه‌گذاری به نام لوگان دلوس (بن بارنز) را مجاب به خریدن بخش عمده سهام دنیای وست ورلد کنند.
لوگان پس از گذراندن ساعاتی در مهمانی متوجه می‌شود تمام اعضای آن مهمانی در واقع میزبان (ربات)های ساخته شده به دست رابرت و آرنولد هستند. او که بسیار متعجب شده است، به نظر می‌رسد که تصمیم به همکاری با رابرت و آرنولد را دارد. در انتها نیز ما با دوست لوگان، ویلیام(جیمی سیمپسون) آشنا می‌شویم که در همان ابتدا از مهمانی خارج می‌شود و تمایل زیادی به این مسائل ندارد. ویلیام در آینده با خواهر لوگان، جولیت(سلا وارد) ازدواج می‌کند.
۲۰۱۷: رابرت و آرنولد آماده افتتاح پارک می‌شوند. بنظر می‌رسد با وجود پیشرفت زیاد میزبان‌ها، آرنولد همچنان از شرایط راضی نیست و قصد دارد دلورس را به خودآگاهی کامل برساند. سرانجام آرنولد با اضافه کردن شخصیتی شیطانی به دلورس (به نام وایت) و با دستور به یکی دیگر از میزبان‌ها به نام تدی (معشوقه دلورس) (جیمز مارسدن) تمام میزبان‌های پارک را قتل‌عام می‌کند و با کشتن خودش، دلورس و تدی بنظر می‌رسد داستان وست‌ورلد و میزبان‌هایش در همین‌جا به پایان می‌رسد ولی فورد بدون توجه به حوادث پیش آمده و مرگ آرنولد، تصمیم به افتتاح پارک می‌گیرد و تمام آثار آن اتفاق را بجز یک کلیسا از بین می‌برد. در آینده مشخص می‌شود یکی دیگر از میزبان‌های پارک به نام آکچتا (زان مک‌کلارنون) (که اهل یکی دیگر از بخش‌های پارک است) شاهد این ماجرا بوده و با پیدا کردن جسمی به شکل یک هزارتو درحال رسیدن به خودآگاهی بوده است ولی فورد با تغییر نقش او در داستان از پیشروی بیشتر او جلوگیری می‌کند.
۲۰۲۲: در این بخش از سریال رابرت فورد در حال ساخت میزبانی است که دقیقاً به شکل همکار خود یعنی (آرنولد وبر) است. رابرت نام او را (برنارد لو) می‌گذارد. به دلیل رابطه خوب و نزدیک آرنولد با دلورس، فورد از دلورس برای ساخت برنارد استفاده می‌کند تا کاملاً رفتارهای آرنولد را در برنارد بگذارد. برنارد در فصل اول سریال به فورد برای ساخت میزبان‌ها کمک می‌کند. همچنین در طول سریال چندین بار تصاویر مبهمی از رؤیایی دلورس و برنارد می‌بینیم که مربوط به همان زمان خلق برنارد است.
در همین زمان ویلیام و لوگان وارد پارک می‌شوند. همچنین ما با مرد سیاه پوشی (اد هریس) آشنا می‌شویم که بنظر می‌رسد جزو مهمانان قدیمی پارک است و همواره در حال آزار و اذیت دلورس است. در یکی از درگیری‌های مرد سیاه پوش با او، دلورس فرار می‌کند، به لوگان و ویلیام پناه می‌برد و به ماجراجویی با آنها می‌پردازد.
تمام این سختی‌ها باعث می‌شود دلورس کم‌کم تصاویر بهم ریخته و مبهمی از زندگی‌های گذشته خود به یاد بیاورد. او به دنبال همان کلیسایی که در زمان قتل‌عام دیگر میزبان‌ها دیده بود می‌گردد. لوگان که از رابطه صمیمی ویلیام و دلورس نگران است، بارها او را اذیت می‌کند و به ویلیام یادآوری می‌کند که دلورس فقط یک ربات است. دلورس از پیش آنها می‌رود و سرانجام با رسیدن به کلیسا او گذشته را به یاد میاورد. دلورس به دلیل خاطراتی که به یاد میاورد تا حدودی توانایی تشخیص زمان حال و گذشته را از دست می‌دهد ولی در انتها و در کنار کلیسا متوجه حقیقت تلخی می‌شود که مرد سیاه پوش در واقع همان ویلیام است. گذراندن زمان بسیار طولانی در پارک و جستجوی دلورس، او را به یک هیولا تبدیل کرده تا جایی که لوگان را نیز در جایی بسیار دور به حال خودش رها می‌کند تا بمیرد.
در اواخر فصل دوم مشخص می‌شود که آکچتا با دیدن لوگان با او صحبت می‌کند و متوجه می‌شود دنیای دیگری به جز پارک وجود دارد و به خودآگاهی می‌رسد. او تصمیم می‌گیرد با همسرش کوهانا از پارک فرار کند ولی نگهبانان فورد کوهانا را دستگیر می‌کنند. آکچتا سالها در جستجوی همسرش در پارک می‌گردد ولی او را پیدا نمی‌کند و می‌فهمد که برای پیدا کردن او باید خودکشی کند.
در بعضی صحنه‌ها ویلیام را نشان می‌دهد که با جیمز دلوس (پیتر مولان)به پارک بازمی‌گردد تا اهمیت سرمایه‌گذاری در آنجا را به دلوس بفهماند. سالها می‌گذرد و ویلیام همچنان به دنبال اهداف بزرگتر و پیدا کردن هدف واقعی زندگی اش در پارک می‌گردد
۲۰۲۶: ویلیام با جیمز دلوس در اتاقی محافظت شده دیدار می‌کند. مشخص می‌شود آن فرد در حقیقت میزبانی به شکل جیمز است و ویلیام سعی دارد تا او را کاملاً مانند دلوس کند ولی خطاهایی در رفتار ربات وجود دارد که از اجرای برنامه‌های ویلیام جلوگیری می‌کند.
۲۰۳۲: ویلیام با دلورس در یک مهمانی در پارک دیدار می‌کند. به او می‌گوید که در تمام این مدت احتمالاً عاشق او نبوده است و فقط بازتاب شخصیت وی ویلیام را مجذوب کرده است. همچنین ویلیام به دلورس نشان می‌دهد که در پارک در حال ساختن چه چیزی است ولی در آن زمان همچنان پروژه وی کامل نشده است.
در همین زمان، آکچتا با خودکشی بالاخره همسرش را در ساختمان فورد پیدا می‌کند و دوباره به پارک بازمی‌گردد. او به خودآگاهی رسیده و می‌خواهد خانواده و دوستانش را نیز در این موضوع کمک کند.
۲۰۴۰: ویلیام دوباره با کلون جیمز ملاقات می‌کند و متوجه می‌شود او همچنان خطاهای بسیاری در سیستمش وجود دارد. همچنین مشخص می‌شود حدود هفت سال از مرگ خود جیمز دلوس گذشته است.
۲۰۵۱: مدتی از مرگ همسر مرد سیاه پوش یا همان ویلیام می‌گذرد. دخترش او را مقصر مرگ جولیت می‌داند و همهٔ اینها فشار زیادی به ویلیام وارد می‌کند تا جایی که او تصمیم می‌گیرد میزبانی به نام میو (تندی نیوتون) و دختر کوچک او را بکشد. این اتفاق آسیب وحشتناکی به شخصیت میو می‌زند که حتی با پاک شدن حافظه او هم از بین نمی‌رود و همیشه خاطرات مبهمی از دخترش و آن ماجرا به یاد دارد.
ویلیام برای آخرین بار با کلون جیمز دلوس ملاقات می‌کند و از پیشرفت او کاملاً ناامید شده است. شنیدن خبر مرگ فرزندانش نیز آن ربات را تا مرز نابودی می‌کشاند. (لوگان نیز در این زمان مرده است)
در فلش بک‌هایی به گذشته دلایل مرگ جولیت مشخص می‌شود. او که متوجه تغییر شخصیت ویلیام و عدم علاقه وی نسبت به او شده است با مصرف یک جعبه قرص خودش را می‌کشد و کارت پروفایل ویلیام را در جایی برای دخترشان امیلی (کاتیا هربرس) می‌گذارد تا او نیز از شخصیت ویلیام آگاه شود.
در بخشی از سریال آکچتا با فورد دیدار می‌کند و رابرت خبری از یک اتفاق بزرگ به او می‌دهد و از وی می‌خواهد افرادش را جمع و آماده کند.
۲۰۵۲ قبل از مهمانی فورد: احتمالاً این خط زمانی را بتوان مهم‌ترین بخش سریال در نظر گرفت. چون به طرز واضحی مبدأ و زمان حال دقیقاً همین بخش است. به نظر می‌رسد رابرت فورد به شکل عمدی در حال ایجاد یکسری اختلال در رفتارهای ربات‌ها است. پیتر ابرناثی (لوئیس هرتوم) که به نوعی پدر دلورس محسوب می‌شود، رفتارهای عجیبی از خودش نشان می‌دهد و انگار که در حال رسیدن به خودآگاهی است. او به دلورس هشدار می‌دهد که باید فرار کند. ویلیام، تدی و دلورس که داستان‌هایشان به شکلی پیچیده به هم گره خورده است و در تلاشند تا پازلی (هزارتو) را که فورد طراحی کرده است حل کنند. در انتها دلورس به ویلیام می‌گوید پازل برای او طراحی نشده است و انتهای این پازل باعث خودآگاهی میزبانان می‌شود.
در داخل ساختمان اصلی نیز اتفاقات مختلفی درحال رخ دادن است. میو که به خودآگاهی کامل رسیده است، دنبال راهی برای فرار از پارک می‌گردد و در این راه از افراد مختلفی کمک می‌گیرد. او تا آخرین لحظه نیز به خروج از پارک نزدیک می‌شود ولی فکر به دخترش او را از این کار منصرف می‌کند.
یکی از کارکنان شرکت به نام ترسا کالن (سیسه بابد کنوسن) که با برنارد نیز در رابطه است، در حال فرستادن اطلاعاتی از پارک به خارج است و باعث می‌شود در انتها توسط خود برنارد و با دستور مستقیم فورد کشته شود.
السی (شنون وودوارد) یکی دیگر از متخصصین شرکت است که به کارهای فورد مشکوک می‌شود و او نیز توسط برنارد ناپدید می‌شود.
این مسائل باعث فشار زیادی به برنارد می‌شود و او فورد را مجبور می‌کند تا تمام خاطراتش را بازیابی کند. وقتی او به آگاهی کامل می‌رسد و متوجه کارهایی که انجام داده است می‌شود، وحشت می‌کند و تصمیم می‌گیرد تا تمام میزبان هارا نجات دهد ولی مشخص می‌شود تمام اینها نقشه فورد بوده است و میزبان‌ها هنوز قادر به ترک پارک نخواهند بود.
در آخر این بخش فورد مهمانی ای ترتیب می‌دهد تا بازنشستگی اش را رسماً اعلام کند ولی این مهمانی با دستور فورد و قتل‌عام تمام مهمانان از جمله خود فورد توسط دلورس به اتمام می‌رسد.
۲۰۵۲ بعد از مهمانی فورد: این خط زمانی بلافاصله پس از مهمانی مرگبار رابرت فورد آغاز می‌شود. دلورس و تدی با کشتن افراد باقی مانده هیئت مدیره فرار می‌کنند. هدف دلورس رسیدن به دنیای واقعی و گرفتن انتقام از بشریت است. شارلوت هیل (تسا تامپسون) که جزو مدیران ارشد پارک است، همراه برنارد (که زخمی شده است) به دنبال پیتر ابرناثی می‌گردند. اطلاعات بسیار عظیمی در ذهن پیتر ذخیره شده است.
این دو سرانجام ابرناثی را پیدا می‌کنند ولی موفق به نجات او نمی‌شوند. برنارد و پیتر توسط عده ای از میزبانان دستگیر می‌شوند و شارلوت هیل نیز فرار می‌کند. برنارد و پیتر پیش دلورس برده می‌شوند. دلورس که از وضع ناپایدار و بد پیتر ناراحت است، از برنارد درخواست کمک می‌کند ولی برنارد موفق به رمزگشایی سیستم پیچیده ذهنی او نمی‌شود. با حمله افراد شارلوت هیل به مقر دلورس، پیتر توسط آنها دزدیده می‌شود و برنارد نیز توسط کلمنتاین (یکی از افراد دلورس) به جایی دور در کنار یک غار برده و رها می‌شود. برنارد در آنجا السی را پیدا می‌کند و آن دو موفق به کشف آزمایشگاهی مخفی در داخل غار می‌شوند.
دلورس به دنبال راه اندازی قطاری است که با آن افرادش را به ساختمان اصلی ببرد و پیتر را نجات دهد. در همین حال تدی از او می‌خواهد که از تمام تصمیماتش منصرف شود و با هم زندگی تازه ای را شروع کنند ولی دلورس در عوض ذهن تدی را دستکاری می‌کند و از او شخصیتی شیطانی می‌سازد.
در همین حال ویلیام نیز به دنبال حل معمایی است که اینبار فورد آن را به صورت اختصاصی برای او طراحی کرده است و چون میزبانان توانایی کشتن مهمانان را دارند، مسیر خطرناکی پیش روی اوست.
او همچنین در این مسیر دخترش امیلی را می‌بیند که بنظر می‌رسد قصد دلجویی از او را دارد ولی ویلیام همچنان شک دارد که شاید دخترش نیز رباتی فرستاده شده توسط فورد است و به اشتباه دخترش را نیز می‌کشد.
در جایی دیگر از داستان میو و دیگر متحدانش به دنبال دختر میو می‌گردند و در این راه حوادث گوناگونی از جمله ملاقات با نسخه‌های ژاپنی خودشان اتفاق می‌افتد.
برنارد در ذهنش با فورد ملاقات می‌کند و فورد فاش می‌کند که آنها در طی تمام سال‌های فعالیت پارک درحال ذخیره‌سازی رفتار مهمان‌ها بوده‌اند و قصد ساخت کلونی از آنها را داشته‌اند.
همچنین میو بالاخره دخترش را پیدا می‌کند ولی دوباره او را گم می‌کند و در طی این مسیر بیشتر افرادش را نیز از دست می‌دهد. (در ضمن او به قابلیت ویژه ای دست پیدا کرده که با استفاده از آن می‌تواند بدون حرف زدن میزبانان دیگر را کنترل کند)
دلورس و برنارد یکدیگر را در محل ذخیره‌سازی داده‌های مهمانان ملاقات می‌کنند. دلورس متوجه می‌شود دنیای دیگری که بقیه میزبانان در تمام این مدت آرزوی رسیدن به آن را داشتند در واقع جهان خلق شده دیگری توسط فورد است. او بسیار ناراحت می‌شود و قصد نابودی همه چیز را دارد ولی برنارد با شلیک به او اجازه این کار را نمی‌دهد. (البته دلورس قبل از مرگ وقوع یک سیل در دره پارک را فعال می‌کند و برنارد نمی‌تواند از وقوع آن جلوگیری کند)
دروازه به سوی دنیای جدید باز می‌شود و بسیاری از میزبانان از جمله آکچتا و دختر میو به داخل آن می‌روند و میو برای آخرین بار با دخترش خداحافظی می‌کند. درگیری شدیدی بین افراد شارلوت هیل و میو اتفاق می‌افتد و بسیاری از آنها از جمله خود میو کشته می‌شوند و دروازه نیز بسته می‌شود.
(السی نیز توسط شارلوت هیل کشته می‌شود)
آخرین خط زمانی (دو هفته بعد): برنارد در ساحلی کنار دریا بیدار می‌شود و بسیار گیج شده است. بنظر می‌رسد او بین خاطرات و زمان‌های مختلف خودش را گم کرده است. تیم امنیتی شارلوت هیل او را پیدا می‌کند و با شکنجه او می‌خواهند بدانند دقیقاً چه اتفاقی افتاده است. برنارد فاش می‌کند شارلوت هیل در واقع کلونی از دلورس است و بلافاصله آن ربات تمام افراد حاضر در اتاق را از جمله خود برنارد می‌کشد. برنارد خودش را در کنار ساحلی همراه رابرت فورد می‌بیند. آن‌ها با یکدیگر صحبت می‌کنند، فورد محو می‌شود و برنارد نیز در کنار ساحل به خواب می‌رود.
شارلوت (دلورس) اطلاعات حافظه چندین میزبان دیگر از جمله برنارد را با خودش برمی‌دارد و بالاخره از پارک خارج می‌شود.
در لحظات پایانی ما دلورس را در حال صحبت با برنارد می‌بینیم که بنظر می‌رسد در آینده ای نزدیک اتفاق می‌افتد.
در جایی دیگر که احتمالاً آینده ای بسیار دور باشد، دختری که بنظر می‌رسد رباتی به شکل دختر ویلیام است، با او دیدار می‌کند و در حال انجام همان تست‌هایی است که زمانی ویلیام روی جیمز دلوس آزمایش می‌کرد.
ادامه این توضیح در خصوص دو فصل بعدی یعنی فصل سوم و چهارم در آتی ذکر می‌گردد اما متأسفانه ساخت فصل پنجم و پایانی این سریال کنسل گردید که ضربه بسیار وحشتناکی برای این سریال مهیج و درام علمی تخیلی بود و طرفداران این سریال را در شک قرار داد. که البته با وجود ریزش مخاطبان در ۲فصل پایانی نسبت به ۲فصل ابتدایی، تصمیمی منطقی بود.

## بازیگران

### بازیگران اصلی
| ردیف | بازیگر               | نقش              | توضیحات |
| ---- | -------------------- | ---------------- | --- |
| ۱    | ایوان ریچل وود       | دلورس ابرناتی    | قدیمی‌ترین میزبانی است که همچنان در پارک مشغول به کار است؛ او یک دختر غربی است. شخصیت وی از نظر زیبایی‌شناختی تأثیر گرفته از تابلوی دنیای کریستینا اثر اندرو وایت و نیز شخصیت آلیس اثر لوئیس کارول است. |
| ۲    | تندی نیوتون          | میو میلی         | میزبانی است که قواد وست‌ورلد است. |
| ۳    | جفری رایت            | برنارد لو        | مدیر بخش برنامه‌نویسی وست‌ورلد و سازنده انسان‌های مصنوعی. همچنین او نقش آرنولد را بازی می‌کند. آرنولد از دوستان رابرت فورد است و با هم پارک‌ها را تأسیس کرده‌اند.                                           |
| ۴    | جیمز مارسدن          | تدی فلاد         | میزبان؛ وی یک تفنگ‌دار تازه‌وارد است که به‌دنبال دلورس می‌گردد تا رابطه‌شان را احیا کند. |
| ۵    | بن بارنز             | لوگان            | یک کهنه‌سرباز میهمان؛ وی مجرد است. |
| ۶    | اینگری بولسه بردال   | آرمیستیک         | میزبان؛ وی عضو گروه تبهکار هکتور است. |
| ۷    | کلیفتن کالینز جونیور | لورنس            | میزبان؛ لو یک یاغی جذاب ولی کُشنده است. |
| ۸    | لوک همسورث           | اشلی استابس      | مدیر بخش امنیتی وست‌ورلد، مسئول نظارت میزبانان و تعاملات انسانی و حصول اطمینان از ایمنی میهمانان. |
| ۹    | سیسه بابد کنوسن      | تریزا کالن       | رهبر عملیات‌های مختصر وست‌ورلد و مسئول جلوگیری از لغزش داستان به سمت روایت‌های نوشته نشده. |
| ۱۰   | سایمون کوارترمن      | لی سایزمور       | مدیر بخش داستان‌های وست‌ورلد |
| ۱۱   | خودریگو سانتورو      | هکتور اسکاتون    | میزبان؛ رهبر یک گروه شرور و تحتِ تعقیب است. |
| ۱۲   | آنجلا سارافیان       | کلمنتاین پنی‌فیدر | میزبان؛ تن‌فروشی‌ست که برای میو کار می‌کند. |
| ۱۳   | جیمی سیمپسون         | ویلیام           | میهمانی تازه‌وارد که برای نخستین بار است از وست‌ورلد دیدن می‌کند و از وضعیت آن ناراضی است. |
| ۱۴   | تسا تامپسون          | شارلوت هِیل       | مدیر اجرایی هیئت مرکزی نظارت وست‌ورلد |
| ۱۵   | شنون وودوارد         | اِلسی هاگس        | برنامه‌نویس و مسئول بررسی بروز رفتارهای عجیب در میزبانان. |
| ۱۶   | اد هریس              | مرد سیاه‌پوش      | پولداری ساده‌زیست که به‌دنبال «لایه‌های عمیق‌تر» پارک است. |
| ۱۷   | آنتونی هاپکینز       | دکتر رابرت فورد  | بنیان‌گذار و خالق وست‌ورلد |

### بازیگران مکمل
| ردیف | بازیگر            | نقش                     |
| ۱    | لیلی سیمونز       | ابیگل                   |
| ۲    | لنا گنورگاس       | لوری                    |
| ۳    | کوری گراهام       | کریگ                    |
| ۴    | تالمی اسلوکم      | سیلوستر                 |
| ۵    | لوئیس هرتوم       | پیتر ابرناثی؛ پدر دلورس |
| ۶    | الیور بل          | پسربچه                  |
| ۷    | استیون آگ         | ریباس                   |
| ۸    | پیمان معادی       | الیوت                   |
| ۹    | مایکل وینکات      | بیل                     |
| ۱۰   | ادی راوز          | کیسی                    |
| ۱۱   | برایان هاو        | کلانتر پیکت             |
| ۱۲   | دمیتریوس گروس     | معاون فاس               |
| ۱۳   | لئوناردو نام      | فلیکس لوتس              |
| ۱۴   | کایل بورنهایمر    | کلارنس                  |
| ۱۵   | بردفورد تیتوم     | متصدی باز/ ابرناثی جدید |
| ۱۶   | تیموتی لی دی‌پریست | والتر                   |
| ۱۷   | تلولا رایلی       | آنجلا                   |
| ۱۸   | جینا تورس         | لورن                    |
| ۱۹   | سورین براورز      | وایِت                    |
| ۲۰   | بردلی فیشر        | نوشیار                  |
| ---- | ----------------- | ----------------------- |

## بازخوردها
بازخوردها به این مجموعه تا حد زیادی مثبت بودند. در وبگاه راتن تومیتوز، سریال وست ورلد برای فصل اول امتیاز ۸۸٪ را بر اساس آرای ۸۳ منتقد کسب کرد، با نمرهٔ میانگین ۸٫۶/۱۰، و نمرهٔ ۹۴٪ برای میانگین هر قسمت.